# TV Azteca Internacional TV de Paga
TV Azteca Internacional TV de Paga (anteriormente conocido como AZ TV de Paga) es una empresa filial de TV Azteca  especializada en la operación y distribución en Servicios de Telecomunicaciones de 5 señales de televisión por suscripción, además de repartir 2 señales diferidas de Azteca Uno y ADN 40. Su cobertura alcanza a toda la república mexicana; y para  las señales restringidas también se extiende hasta países de Centro y Sudamérica. 
De igual manera se encarga de la distribución de los contenidos producidos por TV Azteca en México a través de la Televisión de Paga y en el extranjero tanto en TV Abierta como TV de paga (ya sea en señales operadas por esta filial o realizando convenios con otras empresas para su transmisión; un ejemplo han sido señales como ATV de Perú, Tele Antillas de República Dominicana, Estrella TV de Estados Unidos y Ecuavisa de Ecuador). 
Fue fundada el 14 de septiembre de 2014, aunque algunos de los canales que la conforman le preceden y habían formado parte de servicios de televisión por suscripción.
Su principal competidor en habla hispana es TelevisaUnivision Content Licensing; una empresa filial de TelevisaUnivision.

## Historia
El primer canal que se creó fue Azteca Internacional en el año 2002, el cual expandía a toda Hispanoamérica los contenidos de Azteca Uno; fue el único canal de TV de Paga que operaba la filial Azteca Networks en la década de los 2000. En junio de 2011, empezó a operar los canales Azteca Noticias, Az Mix y Azteca Novelas, las cuales iniciaron transmisión en 2008 sólo en territorio mexicano; sin embargo, los canales no pudieron entrar a la televisión de paga de México debido a una protesta de estos últimos por el acuerdo en televisión abierta, lo que provocó su veto. 
Azteca Networks y la distribuidora de contenidos TV Azteca Internacional se fusionaron para formar esta filial que en un inicio se llamó AZ TV de Paga y el 14 de septiembre de 2014 se lanzaron nuevas señales: Az Noticias, Az Clic y Az Corazón; para de esa manera entrar totalmente al negocio de la televisión por suscripción y conservando la programación de los canales de TV Abierta de ese momento. A excepción de Azteca Noticias, las nuevas señales se mantuvieron solamente 2 semanas en Televisión Abierta de Alta Definición para su promoción.
Una señal más fue creada en 2015: Az Cinema; dedicado al cine mexicano.
En 2017, desapareció del paquete el canal Az Noticias, debido a que la empresa matriz TV Azteca convirtió Proyecto 40 en ADN 40 con una programación totalmente noticiosa; con ese nuevo proyecto, Az TV de Paga dejó de operar su única señal en TV Abierta Mexicana y también las estaciones de las compañías de TV de Paga del extranjero con la marca Az Noticias.
En 2023 surgió Azteca Deportes Network; un canal con una parrilla conformada por eventos deportivos de diferentes países y producciones originales; con esta señal, TV Azteca Internacional TV de Paga nuevamente pasó a tener 5 canales luego de que redujo su trabajó en 2017. Para 2025, Azteca Deportes Network se convierte en el único canal del paquete en dividirse en 2 señales; una dirigida a México y la otra para Centro y Sudamerica, esto debido a que algunos eventos deportivos que puede transmitir en territorio mexicano, no los puede llevar a otros países por derechos pertenecientes a otros canales deportivos; sus canales hermanos (Azteca Internacional, Corazón, Clic y Cinema) continúan siendo una sola señal para todos sus clientes.

## Expansión
AZ TV de Paga llega finalmente a Chile en marzo de 2015, a través de la compañía VTR actualmente VTR tiene en su grilla de canales, a los canales Az Clic!, Az Corazón y Az Mundo en alta definición y el 31 de diciembre de 2018 se sumó Az Cinema entre SD); se espera su instalación completa, a finales de 2015.
En abril de 2017, los canales Az Clic, Az Corazón y Az Cinema se incorporan a la plataforma VEMOX de Olympusat para el público hispano en los Estados Unidos.
Desde marzo de 2019, Az TV de Paga representa y comercializa el canal infantil chileno Funbox.
El 28 de junio de 2023, TV Azteca junto con Fernando Muñiz (actual director de Distribución y Alianzas Estratégicas) anunció el relanzamiento del área de distribución de señales la creación de los canales Azteca Deportes Network y Corazón Grupero, además de firmar los convenios estratégicos para distribuir los canales de otras empresas de televisión como Anime Onegai y Grupo Multimedios.
En octubre de 2023, realizó un convenio con la empresa de Telecomunicaciones Dish México, para la operación de sus estaciones con las señales de Azteca Internacional, Clic, Corazón, Cinema y Azteca Deportes Network. De esa manera TV Azteca Internacional TV de Paga ahora tiene más audiencia en la república mexicana.

## Paquete de canales
| Nombre del canal        | Ámbito de programación | Cobertura                    |
| ----------------------- | --- | ---------------------------- |
| Azteca Internacional    | Los contenidos actuales de Azteca Uno y Azteca 7 para el público fuera de territorio mexicano. | México, Centro y Sudamérica. |
| Corazón                 | Canal enfocado a la transmisión de telenovelas y series producidas por TV Azteca en años anteriores. | México, Centro y Sudamérica. |
| Clic                    | Estilo de vida. | México, Centro y Sudamérica. |
| Cinema                  | Películas mexicanas producidas entre 1940 y 2000. | México, Centro y Sudamérica. |
| Funbox                  | Programación infantil con dibujos animados y series educativas. | Chile y América Latina.      |
| Azteca Deportes Network | Programación deportiva producida por el Área de Azteca Deportes. | México, Centro y Sudamérica. |
| Azteca Uno +1           | Programación de Azteca Uno diferida por 1 hora con respecto de la hora centro. | México                       |
| Azteca Uno +2           | Programación de Azteca Uno diferida por horas con respecto de la hora centro. | México                       |
| ADN 40                  | Canal que presenta noticieros con la información más importante de México y El Mundo. Al ser un canal principalmente para TV Abierta Mexicana, es operada por TV Azteca; sin embargo para TV de Paga y streaming es distribuido por esta filial. | México                       |